# Myrmekotrofia

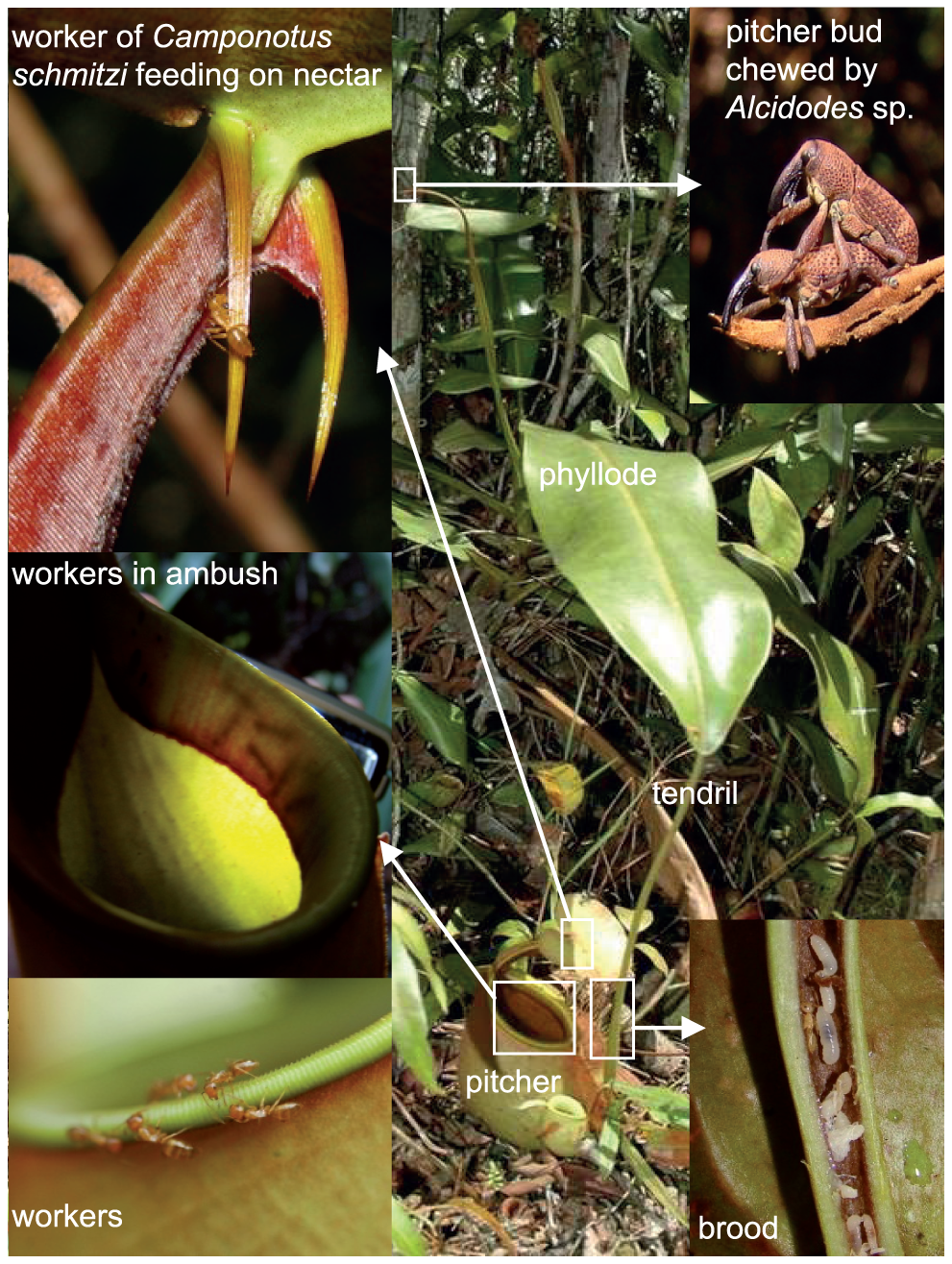
W lewym, górnym rogu robotnice Camponotus schmitzi karmione przez Nepenthes bicalcarata, pośrodku w rurce powstałej ze zmodyfikowanego liścia kolonia mrówek

Myrmekotrofia – forma mutualizmu, polegająca na pozyskiwaniu przez rośliny związków mineralnych z odpadów kolonii mrówek z tymi roślinami związanych, takich jak odchody czy szczątki owadów. Martwe szczątki stanowią dodatkowe źródło azotu. Dojrzałe osobniki Nepenthes bicalcarata mogą uzyskiwać około 40% azotu występującego w liściach ze współpracy z mrówkami. Rośliny wykształcają specjalne struktury ułatwiające osiedlenie się mrówek. Są to modyfikacje liści, ogonków liściowych, łodyg oraz puste ciernie. Żyjące w takich strukturach mrówki nie tylko przyczyniają się do zwiększenia dostępności związków azotowych, lecz również zapewniają roślinom obronę przed owadami zjadającymi liście. Rośliny pozyskujące azot w wyniku myrmekotrofii występują zwykle w ekosystemach gdzie dostępność tego pierwiastka jest ograniczona. Tę strategię ewolucyjną stosują m.in. epifityczne rośliny z rodzaju Myrmecodia.